# Karl Friedrich Voigt
Pour les articles homonymes, voir Voigt.
Karl Friedrich Voigt, né le 6 octobre 1800 à Berlin et mort le 3 octobre 1874 à Trieste, est un sculpteur et médailleur allemand.

## Biographie
Karl Friedrich Voigt travaille chez Daniel Friedrich Loos (de) à Berlin, puis principalement à Munich et à Rome. Il conçoit de nombreuses médailles et pièces de monnaie et est notamment le graveur de l'avers des pièces de monnaie de la Confédération suisse de 5, 10 et 20 centimes actuellement en circulation.
De 1829 à 1855, il est graveur en chef à la Bayerisches Hauptmünzamt de Munich.
En 1866, il conçoit les types de la nouvelle série de monnaies des États pontificaux, la lire.